# Daniel Yowlachie
Daniel Yowlachie (n. 15 august 1891, Yakima, Washington, SUA – d. 7 martie 1966, Los Angeles, California, SUA), cunoscut și sub numele de Căpetenia Yowlachie sau Daniel Simmons, a fost un actor amerindian din tribul Yakama⁠(d). Acesta este cunoscut pentru rolul lui Two Jaw Quo, bucătarul asistent al lui Nadine Groot, în filmul western Râul roșu din 1948.

## Biografie
La 15 august 1890, Yowlachie s-a născut în rezervația indiană Yakima din Washington. A fost educat la Government Indian Trade School.
Din 1925 până în 1930, Yowlachie a apărut în 12 filme. A debutat în filmul cu rolul din Tonio, Son of the Sierras (1925).
Yowlachie a studiat opera sub coordonarea cântărețului Pasquale Amato⁠(d) și a cântat atât la radio, în piese de teatru și cu Orchestra Filarmonicii din Los Angeles⁠(d) din 1931 până în 1939. A cântat la Casa Albă pentru Herbert Hoover și Franklin Roosevelt. De asemenea, a apărut în cadrul Pacific Southwest Exposition din Long Beach, California în 1928, în Teatrul grec al lui Griffith Park în 1930 și în programe ale Southwest Museum of the American Indian din Los Angeles.
Yowlachie a revenit pe marele ecran în 1940, având roluri în 32 de filme western și două seriale până în 1955. L-a interpretat pe Two Jaw Quo în Râul roșu (1948) și pe Geronimo în serialul Son of Geronimo: Apache Avenger⁠(d) (1952). Deși avea experiență muzicală, Yowlachie nu a cântat niciodată în filmele sale.
În televiziune, a apărut în următoarele episoade: „War Horse” din The Lone Ranger⁠(d), „Rope of Lies”din The Virginian⁠(d) și  „The Black Robe” din The Tall Man⁠(d). A apărut de două ori în The Range Rider⁠(d). L-a interpretat pe Geronimo în Stories of the Century⁠(d)  din anii 1950.
Pe 7 martie 1966, Yowlachie a murit în Los Angeles, în urma unui accident vascular cerebral. Este înmormântat în cimitirul Valhalla Memorial Park⁠(d) din North Hollywood, California. La momentul morții sale, era căsătorit cu Lillian Simmons.

## Filmografie parțială
- Kentucky Days (1923) - Indian Scout
- Tonio, Son of the Sierras (1925) - Tonio
- Ella Cinders (1926) - Indian (nemenționat)
- Moran of the Mounted (1926) - Biting Wolf
- The Scarlet Letter (1926) - Indian (nemenționat)
- Forlorn River (1926) - Modoc Joe
- War Paint (1926) - Iron Eyes
- Sitting Bull at the Spirit Lake Massacre (1927) - Chief Sitting Bull
- Hawk of the Hills (1927, Serial) - Chief Long Hand
- The Red Raiders (1927) - Lone Wolf
- The Glorious Trail (1928) - High Wolf
- Hawk of the Hills (1929) - Chief White Wolf
- The Invaders (1929)
- Tiger Rose (1929) - Indian (nemenționat)
- The Santa Fe Trail (1930) - Brown Beaver
- The Girl of the Golden West (1930) - Billy Jackrabbit
- The Thundering Herd (1933) - Indian (nemenționat)
- Man of Conquest (1939) - Cherokee Tribesman (nemenționat)
- Flash Gordon Conquers the Universe (1940, Serial) - King of the Rock People [Chs. 7-9] (nemenționat)
- Winners of the West (1940, Serial) - Chief War Eagle [Chs. 1, 5, 7, 9-10, 13]
- North West Mounted Police (1940) - Indian (nemenționat)
- White Eagle (1941, Serial) - Chief Running Deer
- The Round Up (1941) - Chief Blackhawk (nemenționat)
- Saddlemates (1941) - Council Chief (nemenționat)
- This Woman Is Mine (1941) - Chief One-Eye Comcomly (nemenționat)
- Outlaws of Cherokee Trail (1941) - Indian Poker Player (nemenționat)
- Ride 'Em Cowboy (1942) - Chief Tomahawk (nemenționat)
- King of the Stallions (1942) - Chief Matapotan
- Dawn on the Great Divide (1942) - Indian (nemenționat)
- Frontier Fury (1943) - Nuyaka (nemenționat)
- Canyon Passage (1946) - Indian Spokesman (nemenționat)
- The Strange Woman (1946) - Indian Guide (nemenționat)
- Wild West (1946) - Chief Black Fox
- Singin' in the Corn (1946) - Indian (nemenționat)
- Oregon Trail Scouts (1947) - Indian (nemenționat)
- The Hucksters (1947) - Indian (nemenționat)
- Bowery Buckaroos (1947) - Big Chief Hi-Octane
- The Prairie (1947) - Matoreeh
- The Senator Was Indiscreet (1947) - Indian
- The Gallant Legion (1948) - Indian Medicine Man (nemenționat)
- The Dude Goes West (1948) - Running Wolf
- Red River (1948) - Quo
- You Gotta Stay Happy (1948) - Indian (nemenționat)
- The Paleface (1948) - Chief Yellow Feather
- Yellow Sky (1948) - Colorado (nemenționat)
- El Paso (1949) - Paiute Pete (nemenționat)
- Ma and Pa Kettle (1949) - Crowbar
- Tulsa (1949) - Charlie Lightfoot (nemenționat)
- Canadian Pacific (1949) - Indian Chief (nemenționat)
- The Cowboy and the Indians (1949) - Chief Long Arrow (nemenționat)
- My Friend Irma (1949) - Indian (nemenționat)
- Mrs. Mike (1949) - Atenou
- The Traveling Saleswoman (1950) - Sam (nemenționat)
- Young Daniel Boone (1950) - Indian Guide (nemenționat)
- Ma and Pa Kettle Go to Town (1950) - Crowbar (nemenționat)
- A Ticket to Tomahawk (1950) - Pawnee
- Kill the Umpire (1950) - Indian (nemenționat)
- Annie Get Your Gun (1950) - Little Horse (nemenționat)
- Winchester '73 (1950) - Indian at Rifle Shoot (nemenționat)
- My Friend Irma Goes West (1950) - Hiawatha - Indian Chief (nemenționat)
- Indian Territory (1950) - Indian Chief (nemenționat)
- Cherokee Uprising (1950) - Gray Eagle
- The Last Outpost (1951) - Cochise (nemenționat)
- The Painted Hills (1951) - Bald Eagle
- Cavalry Scout (1951) - Indian Chief (nemenționat)
- Warpath (1951) - Chief
- Lone Star (1952) - Mangas Colorado (nemenționat)
- Buffalo Bill in Tomahawk Territory (1952) - Chief White Cloud
- The Half-Breed (1952) - Apache Chief (nemenționat)
- Son of Geronimo: Apache Avenger (1952, Serial) - Geronimo [ch 15]
- Thunderbirds (1952) - Chief Whitedeer (nemenționat)
- The Pathfinder (1952) - Eagle Feather
- Rose Marie (1954) - Black Eagle
- Gunfighters of the Northwest (1954, Serial) - Chief Running Elk
- Drums Across the River (1954) - Medicine Man (nemenționat)
- The Wild Dakotas (1956) - Indian (nemenționat)
- Hollywood or Bust (1956) - Chief Running Water (nemenționat)
- The Spirit of St. Louis (1957) - Indian (nemenționat)
- The Buccaneer (1958) - Choctaw Indian (nemenționat)
- The FBI Story (1959) - Harry Willowtree (nemenționat)
- Yellowstone Kelly (1959) - Medicine Man (nemenționat)
- Heller in Pink Tights (1960) - Indian (nemenționat)
- Nevada Smith (1966) - Medicine Man (nemenționat) (final film role)